# Apocalipsi
L'Apocalipsi de Joan o Llibre de les Revelacions és l'últim llibre del Nou Testament, escrit vers el 95 dC. El Joan a què es refereix el seu nom més habitual és improbable que sigui Joan l'Evangelista, entre d'altres motius per estar escrit en un “grec deficitari i de contingut aparentment febricitant”. També és conegut com a Revelacions de Jesucrist pel títol que al principi es dona a aquest llibre (Ἀποκάλυψις Ἰησοῦ Χριστοῦ [...]) i, en alguns cercles protestants, simplement com a Revelació o Llibre de les revelacions. Pel seu gènere literari, és considerat per la majoria dels erudits l'únic llibre del Nou Testament de caràcter exclusivament profètic.
El llibre tracta, amb un llenguatge profètic i simbòlic, sobre la fi del món, però sobretot de la història present de la comunitat receptora del llibre. Fou escrit a la fi del regnat de Domicià, cap a l'any 95, quan les persecucions romanes contra els cristians, que es negaven a adorar el Cèsar com un déu, es van intensificar.
'Apocalipsi' també és la designació de diversos altres llibres, com ara l'Apocalipsi de Sant Pere, l'Apocalipsi de Sant Pau, l'Apocalipsi de Sant Tomàs, l'Apocalipsi de Clement i el Pastor d'Hermes o Apocalipsi d'Hermes. Tret del de Joan, però, actualment es consideren tots apòcrifs.

## Etimologia i significat

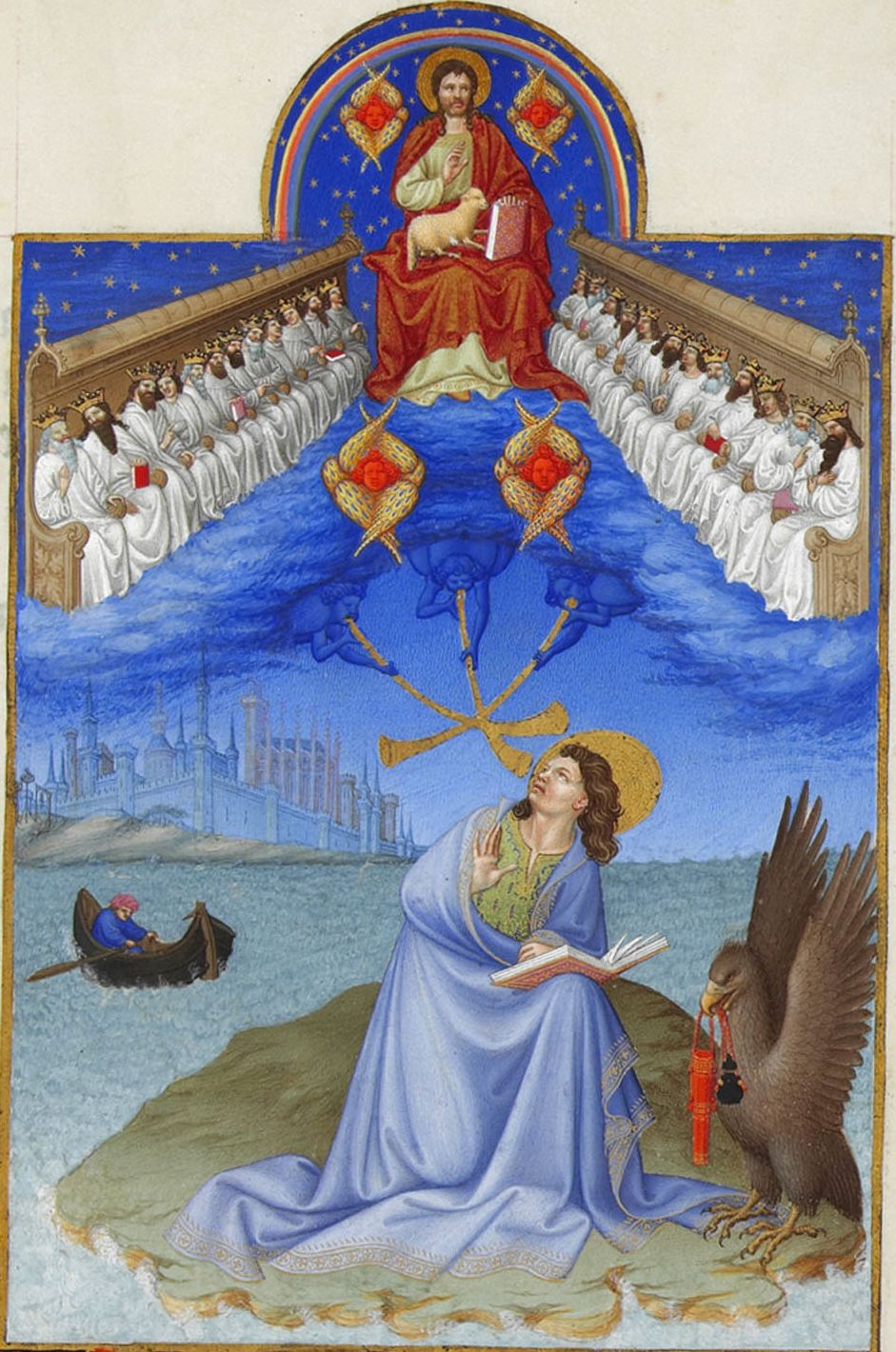
Visions de Joan l'Evangelista, de Très Riches Heures du Duc de Berry

El mot 'apocalipsi', que en català és de gènere femení, procedeix del grec antic ἡ ἀποκάλυψις -εως 'revelació'; per via del llatí apocalypsis. El substantiu grec és un derivat del verb ἀποκαλύπτειν 'destapar', i, per extensió, 'revelar'.
En un sentit general, el mot designa l'acció i l'efecte de «treure un vel», «desvelar». En aquest llibre és una revelació a les set esglésies de l'Àsia Menor (1,11) dels esdeveniments que només Déu coneix i que fan referència a la història present, futura i de la fi del món (literatura apocalíptica). En sentit figurat, aberrant respecte el sentit original, que és d'esperança, s'empra per designar una catàstrofe de dimensions colossals i tràgiques.

## Autoria
L'autor s'identifica ell mateix com a 'Joan', servent de Jesucrist desterrat a l'illa de Patmos (al mar Egeu) per ser testimoni de Jesús, però és molt poc probable que l'autor de l'Apocalipsi fos també l'autor de l'Evangeli de Joan, identificat habitualment com a Joan l'Evangelista. Algunes de les proves d'això es van exposar ja en la segona meitat del segle tercer per Dionisi, arquebisbe d'Alexandria, que va assenyalar que l'Evangeli i les epístoles atribuïdes a Joan, a diferència de l'Apocalipsi, no anomenen el seu autor, i que el grec de l'evangeli és correcte i elegant, mentre que el de l'Apocalipsi no ho és; estudiosos posteriors han assenyalat que els dos llibres també tenen diferències radicals en perspectiva teològica. La tradició el lliga a Joan l'Apòstol, però és poc probable que l'apòstol pogués haver viscut en el moment més factible per a la composició del llibre, el regnat de Domicià, i l'autor mai declara que hagués conegut Jesús. L'únic que se sap és que aquest Joan era un profeta cristià jueu, probablement pertanyent a un grup d'aquests profetes, i va ser acceptat com a tal per les congregacions a qui es dirigeix la seva carta. La seva identitat exacta segueix sent desconeguda, i l'erudició moderna comunament es refereix a ell com a Joan de Patmos. Des de l'antiguitat s'ha qüestionat l'atribució de l'obra a Joan l'Apòstol.
La tradició més antiga de l'Església data el llibre al final de l'emperador Domicià (regnat 81-96 dC), i la majoria dels estudiosos moderns hi estan d'acord, tot i que l'autor pot haver escrit una primera versió sota Vespasià (69-79 dC) i l'hauria actualitzada sota Domicià. La bèstia amb set caps i el nombre 666 semblen al·ludir directament a l'emperador Neró, però això no requereix que l'Apocalipsi fos escrit en els anys 60, ja que hi havia una creença generalitzada en les dècades posteriors que Neró tornaria.

### Cerint
Assignar com a autor d'una obra a un personatge de renom en la fe era comú en la tradició de la literatura apocalíptica i bíblica. Alguns cristians dels primers segles consideraven que l'Apocalipsi havia estat escrit per un altre autor. Per exemple, Hipòlit, en la seva obra "Contra Gaium"; cita un tal Gai qui sostenia que l'Apocalipsi de Joan, fou una obra escrita per Cerint o Κήρινθος, autor cristià gnòstic. De fet l'Apocalipsi té alguns trets d'influència gnòstica com per exemple l'ús de la numerologia i la guematria que avalarien Cerint com a possible autor d'aquesta obra.

### Escrit Joànic
Donat que l'apòstol Joan seria molt gran quan es va escriure el llibre, alguns prefereixen atribuir l'autoria de l'Apocalipsi a un deixeble seu. El cert és que els continguts teològics i l'estil literari no s'assemblen als del quart evangeli. Les investigacions modernes agrupen els escrits atribuïts a Joan i els relacionen a una comunitat anomenada "joànica". Això no indicaria necessàriament l'autoria directa de l'apòstol Joan, però sí que una comunitat ja sigui fundada per ell, o fortament influenciada per ell, seria l'autora dels documents.

### Diversos autors
Segons certs exegetes, l'Apocalipsi és un assemblatge de diversos textos d'autors possiblement diferents. Hi ha qui parla de dues, altres de tres obres diferents, la majoria de les vegades d'origen jueu, mal compilades per un redactor cristià en una època bastant tardana.

## Llengua
Tradicionalment es diu que l'original fou escrit en grec però Dionís veia que el seu dialecte i llengua no eren exactament grecs sinó que feia servir modismes bàrbars. Per a d'altres es tracta probablement d'un original redactat en armeni, traduït una primera vegada a l'hebreu i posteriorment al grec. Les dues primeres versions haurien desaparegut a finals del segle i. Tanmateix, i tenint en compte la constel·lació lingüística del segle ii, el més lògic, però, fóra de pensar que fou redactat en arameu i traduït immediatament al grec o que fou escrit directament en grec per una persona bilingüe que tenia l'arameu com a llengua materna o com a primera llengua.

## Estructura

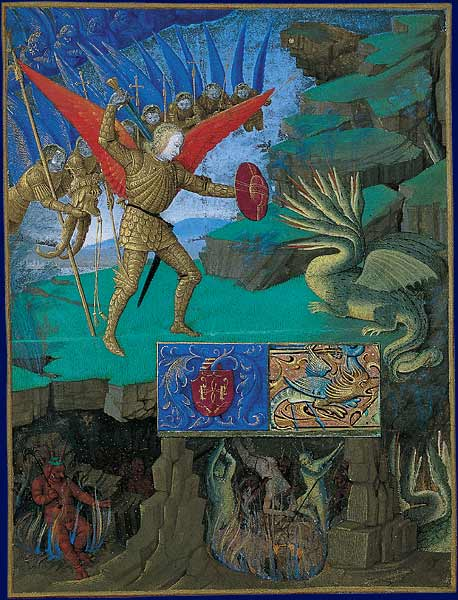
Sant Miquel en combat contra el Drac, de Jean Fouquet

La complexitat d'aquesta obra ha comportat que s'hagin proposat diferents estructures. Com per exemple en quatre parts:
- Introducció i Cartes a les Esglésies (Ap 1-3).
- L'anyell i els set segells (Ap 4-11).
- El Drac i la guerra celestial (Ap 12-20).
- La nova Jerusalem (Ap 21-22).

Però potser la més il·luminadora i que podríem considerar-la com una de les més encertades és:
- Pròleg (Ap 1,1-8).
- Les set cartes a les Esglésies(Ap 1,9-4,11).

Després de llegir una visió preparatòria, Joan rep la revelació d'allò que ha de comunicar a les set esglésies de l'Àsia Menor.
- Els set segells (Ap 5,1-8,1).

En primer lloc llegim té lloc una visió que parla d'un document tancat amb set segells, a continuació es diu que un àngel obre els segells i acaba amb l'anunci d'una multitud que és salvada i una litúrgia dels màrtirs que acompanyen l'anyell.
- Les set trompetes (Ap 8,2-14,5).

Primer llegim una visió que parla de set àngels que reben set trompetes, cada trompeta anuncia una catàstrofe que té l'objectiu de cridar a la conversió dels homes. Acaba amb una litúrgia sobre l'Anyell i els qui l'acompanyen.
- Les set copes (Ap 14,6-19,8).

El septenari de les copes que porten els àngels són set anuncis de plagues que són fonamentalment denúncies de les maldats de Roma. També acaba amb una litúrgia de les noces de l'Anyell.
- Les set visions de la fi (Ap 19,9-22,5).

Són visions del judici universal de Déu i del futur on no hi haurà temple -per tant no cal litúrgia- perquè el temple és el Senyor, Déu de l'univers, junt amb l'Anyell.
- Epíleg (Ap 22,6-21)

És una estructura septenària, que conté cinc septenaris.
En el text és característic l'ús de símbols, frases i discursos amb sentit figurat. Quasi tots els investigadors han determinat que en el rerefons del text -i aquesta estructura ho posa en relleu- hi aflora el ritme propi de la litúrgia dels primers segles del cristianisme.

## Contingut

### Rerefons de l'Antic Testament
Les constants referències directes i indirectes del llibre de l'Apocalipsi a l'Antic Testament no és més que la voluntat de l'autor de presentar l'AT com el llibre que recull tot allò que Déu ha dit als homes i les dones d'aquest món. Els llibres més utilitzats són l'Èxode, Ezequiel i Daniel. Tots tres donen testimoni de l'actuació de Déu a favor del poble d'Israel en temps de persecució: esclavatge d'Egipte, exili a Babilònia i persecució selèucida, respectivament.

### Simbolisme
Una de les principals característiques de la literatura apocalíptica és el simbolisme del seu llenguatge. L'Apocalipsi és l'escrit més ric en símbols de tota la Bíblia i ha estat objecte de nombroses investigacions al llarg de la història. Aparentment és un simbolisme secret i incomprensible, però en realitat és un llenguatge universal que només intenta ocultar el seu significat o dificultar la seva comprensió a qui desconeix l'Antic Testament. Certament que és un llenguatge plenament comprensible per a la comunitat de creients contemporània al llibre. A més a més, és un llenguatge que permet una actualització de la seva aplicació. Per exemple, quan vol parlar de l'opressió de Roma, esmenta Babilònia o la bèstia, però el lector de l'Apocalipsi sap que quan caigui Roma altres «babilònies» o «bèsties» sorgiran i s'enfrontaran a l'Evangeli.
El simbolisme que fa servir ve del món animal (cavalls, drac, serp, llagostes que simbolitzen diferents plaques de la història), de la cosmologia (estrelles, cel que poden simbolitzar, depenent del context, la fi del món malvat i el naixement del cel nou i la terra nova), dels colors (el vermell, violència o sang, el gris, la mort) o dels nombres (tres, perfecció; quatre, universalitat -dels quatre punts cardinals-, set, plenitud -tres més quatre-, tres i mig -42 mesos o 1.260 dies que són la meitat de set anys- que simbolitza que el mal no dura per sempre).

## Canonicitat
L'Apocalipsi és considerat un dels llibres més controvertits i difícils de la Bíblia, per la multiplicitat de possibles interpretacions dels significats dels noms i símbols que s'hi narren. L'admissió d'aquest text en el cànon bíblic del Nou Testament no fou fàcil, la polèmica entre els Pares de l'Església respecte a la seva canonicitat durà uns quants segles, sobretot a l'Església d'orient.
Per exemple: 
- Marció (segle II d.Cr.) en nega la canonicitat.
- Orígenes († 254) l'ignora.
- Eusebi de Cesarea († 340) cita extensament les objeccions de Sant Dionís d'Alexandria († 261).
- El Sínode de Laodicea (any 362) no l'inclou en el cànon oficial dels llibres de la Bíblia.
- A l'Esticometria de Nicèfor (segle iv) se'l cataloga entre els llibres discutits, és a dir, ni canònics ni apòcrifs.

Altres Pares de l'Església el rebutgen o l'ignoren. Algunes esglésies com les de Síria i Palestina, no van acceptar la seva canonicitat fins al segle v. No obstant això, es pot considerar que el cànon dels vint-i-set llibres del Nou Testament, inclòs el llibre de l'Apocalipsi, es tanca amb la carta d'Atanasi l'any 367, després d'haver superat les divergències entre la majoria de les esglésies d'occident i orient.
No serà fins al Concili de Trento celebrat l'any (1545) que el classificaran definitivament entre els textos canònics.

## Escoles d'interpretació
Al llarg dels segles s'han format diferents escoles interpretatives del contingut de l'Apocalipsi:
- Preterista. Subratlla el compliment de les profecies de l'Apocalipsi durant el segle i. Identifica als personatges del llibre amb personatges històrics de l'època romana com Neró o Calígula.
- Idealista. Veu l'Apocalipsi com una al·legoria de combat espiritual entre el bé i el mal.
- Futurista. Identifica als personatges de l'Apocalipsi amb diferents personatges que han sorgit al llarg de la història humana, com la identificació de les Bèsties amb Napoleó Bonapart, Hitler o Stalin.
- Històrica. Defensa que l'Apocalipsi exposa el pla mestre de Déu per a la història, de principi a fi, incloent la història particular de l'església.
- Anglicana L'escola Anglicana defensa que ha de ser vist com un llibre d'esperança i també un llibre d'advertència. Dona esperança als cristians que estan sent perseguits, assegurant que el seu patiment no sigui en va. També adverteix als no-cristians dels propers esdeveniments i el que passarà a ells. Apocalipsi és un exemple típic de la literatura apocalíptica jueva. Utilitza imatges simbòliques per comunicar esperança a aquells que estan enmig de la persecució.

## La literatura apocalíptica
Sorgeix en temps de persecució i té l'objectiu d'enfortir la fe i mantenir l'esperança. En aquest sentit aquesta obra és una crida a la resistència de la comunitat creient i contra l'imperi de Roma que l'oprimeix. És una literatura molt estesa entre els segles II aC i I dC. A la Bíblia tenim dues obres que clarament pertanyen a aquest tipus de literatura: el llibre de Daniel i el de l'Apocalpsi. Tanmateix, també hi ha fragments apocalíptics a la literatura profètica (Isaïes, Ezequiel, Joel i Zacaries), als evangelis (Mt 24-25, Mc 13 i Lc 21) i a les cartes de Pau (2Te 2).
L'apocalíptica pretén presentar una reflexió sobre el present de la comunitat creient a partir de la fe en Déu. El missatge profètic té un pes indiscutible en aquesta literatura: el missatge dels profetes és utilitzat novament en el moment present per tal que la comunitat clarifiqui la seva situació. l'autor de l'apocalipsi presenta una sèrie d'esdeveniments del passat com si encara haguessin de succeir. Així afirma que Déu actuarà en el futur, com ho fa ara en el present i va obrar antigament.
Una altra característica típica d'aquesta literatura és que l'autor agafa el nom d'un gran i molt venerat personatge del passat. No ens hem d'estranyar si el vertader autor s'amaga darrere d'una pseudonímia -és a dir l'atribució del llibre a un gran personatge del passat que revela ara al món alguna cosa que era oculta. Avui en dia és impensable fer servir la pseudonímia amb aquesta intenció, però en aquell temps era habitual i ben vist.

## Personatges i llocs
- Harmaguedó[23] o Harmagedon,[24] lloc de la batalla final
- Anticrist, l'enemic del Crist
- Gog i Magog
- El Drac vermell
- La Bèstia de set caps
- El nombre de la bèstia (666)
- Babilònia la gran, la gran bagassa
- Alfa i omega
- Llibre de la Vida
- Nova Jerusalem